# Thabo Cele
Thabo Cele (KwaMashu, 15 gennaio 1997) è un calciatore sudafricano, centrocampista del Fakel Voronež.

## Caratteristiche tecniche
È un centrocampista difensivo che può essere impiegato anche da difensore centrale.

## Carriera

### Club
È cresciuto nelle giovanili del KZN Academy. Nel 2017 viene acquistato dal Benfica che lo aggrega alla seconda squadra.

### Nazionale
Ha giocato nella nazionale sudafricana Under-20.
Il 4 luglio 2017 ha esordito con la nazionale maggiore sudafricana in un match di COSAFA Cup vinto 2-0 contro il Botswana.
Nel 2021 ha partecipato ai Giochi Olimpici di Tokyo.

## Statistiche

### Presenze e reti nei club
Statistiche aggiornate al 3 giugno 2017.
| Stagione        | Squadra         | Campionato      | Campionato | Campionato | Coppe nazionali | Coppe nazionali | Coppe nazionali | Coppe continentali | Coppe continentali | Coppe continentali | Altre coppe | Altre coppe | Altre coppe | Totale | Totale |
| Stagione        | Squadra         | Comp            | Pres       | Reti       | Comp            | Pres            | Reti            | Comp               | Pres               | Reti               | Comp        | Pres        | Reti        | Pres   | Reti   |
| --------------- | --------------- | --------------- | ---------- | ---------- | --------------- | --------------- | --------------- | ------------------ | ------------------ | ------------------ | ----------- | ----------- | ----------- | ------ | ------ |
| 2015-2016       | Real SC         | CdP             | 24         | 2          | TP+TL           | 1+0             | 0               |                    | -                  | -                  |             | -           | -           | 25     | 2      |
| Totale carriera | Totale carriera | Totale carriera | 24         | 2          |                 | 1               | 0               |                    | -                  | -                  |             | -           | -           | 25     | 1      |

### Cronologia presenze e reti in nazionale
| Cronologia completa delle presenze e delle reti in nazionale ― Sudafrica | Cronologia completa delle presenze e delle reti in nazionale ― Sudafrica | Cronologia completa delle presenze e delle reti in nazionale ― Sudafrica | Cronologia completa delle presenze e delle reti in nazionale ― Sudafrica | Cronologia completa delle presenze e delle reti in nazionale ― Sudafrica | Cronologia completa delle presenze e delle reti in nazionale ― Sudafrica | Cronologia completa delle presenze e delle reti in nazionale ― Sudafrica | Cronologia completa delle presenze e delle reti in nazionale ― Sudafrica |
| Data                                                                     | Città                                                                    | In casa                                                                  | Risultato                                                                | Ospiti                                                                   | Competizione                                                             | Reti                                                                     | Note                                                                     |
| ------------------------------------------------------------------------ | ------------------------------------------------------------------------ | ------------------------------------------------------------------------ | ------------------------------------------------------------------------ | ------------------------------------------------------------------------ | ------------------------------------------------------------------------ | ------------------------------------------------------------------------ | ------------------------------------------------------------------------ |
| 28-03-2017                                                               | Saulspoort                                                               | Botswana                                                                 | 0 – 2                                                                    | Sudafrica                                                                | COSAFA Cup                                                               | -                                                                        | 59’                                                                      |
| Totale                                                                   |                                                                          | Presenze                                                                 | 1                                                                        |                                                                          | Reti                                                                     | 0                                                                        |                                                                          |

## Palmarès

### Club

#### Competizioni nazionali
- Coppa del Sudafrica: 1

Kaizer Chiefs: 2024-2025